# Oficiais de classe
Nas instituições de ensino acima do ensino fundamental nos Estados Unidos, cada série ou ano de estudo é uma turma, referenciada pelo ano da formatura, ou seja, "Turma de 2011". As atividades oficiais desses grupos são geralmente organizadas e lideradas por oficiais de classe, que são eleitos no final da primavera de cada ano para o mandato que começa no outono, ou no início do outono. Após a formatura, os oficiais de classe são geralmente responsáveis por organizar a reunião de classe .

## Composição
Como um conselho estudantil, seu modelo de liderança é vagamente baseado no sistema parlamentar ou no poder executivo dos Estados Unidos . Ao contrário de um conselho estudantil, que representa os alunos de uma escola inteira, os oficiais de classe geralmente representam apenas uma única classe. Enquanto o objetivo do conselho estudantil é aprender sobre democracia e liderança e trabalhar em parceria com a direção da escola em benefício da escola, o objetivo dos diretores de classe é organizar e facilitar atividades para a diversão de seus colegas. As seguintes posições são comuns a quase todos os grupos de oficiais de classe: 
- Presidente de classe - responsável final por todas as atividades de classe; cria a agenda e preside as reuniões; delega funções e atua como representante da classe
- Vice-presidente - exerce as funções do presidente nas suas ausências; Desempenha funções atribuídas pelo presidente
- Secretário - toma atas de reuniões; mantém registros de correspondência e atendimento; mantém calendário/página da web de atividades de classe; responsável por todas as fichas de inscrição
- Tesoureiro - estabelece o orçamento; registra todas as transações financeiras; dá relatório de status em reuniões de classe; autoriza despesas; itens de arrecadação de inventários; e coleta/deposita o dinheiro de arrecadação de fundos ganho
- Historiador - escreve uma narrativa de atividades e eventos; mantém um álbum de recortes de documentos e memorabilia; coordena atividades com equipes de jornais e anuários; e divulga atividades

As responsabilidades do secretário e do tesoureiro às vezes são combinadas em uma posição de secretário/tesoureiro . Algumas escolas têm vários vice-presidentes, cada um responsável por uma atividade, como decoração ou arrecadação de fundos. Normalmente, os oficiais de classe são automaticamente membros do grupo de governo estudantil em sua escola, mas essa não é sua responsabilidade principal. Após a formatura, a secretária informa o nome do colega e as mudanças de endereço ao escritório de ex-alunos da escola e envia as notícias da classe para serem incluídas na publicação de ex-alunos.